# Ubero
Ubero är en ort i Mexiko.   Den ligger i kommunen Matías Romero Avendaño och delstaten Oaxaca, i den sydöstra delen av landet, 500 km sydost om huvudstaden Mexico City. Ubero ligger 47 meter över havet och antalet invånare är 134.
Terrängen runt Ubero är platt åt nordväst, men åt sydost är den kuperad. Runt Ubero är det glesbefolkat, med 12 invånare per kvadratkilometer. Närmaste större samhälle är Palomares, 19,3 km söder om Ubero. Omgivningarna runt Ubero är en mosaik av jordbruksmark och naturlig växtlighet.